# ルイサイト
ルイサイト (Lewisite) とは、アダムサイトなど同じく有機ヒ素化合物であり、化学兵器（毒ガス）のびらん剤として用いられる。
ルイサイトは即効性があるため、遅効性のマスタードガスと組み合わせてマスタード-ルイサイトとして使うことがある。
繊維やゴムを透過する性質があるため普通の防護服では防ぐことができない。
作用はヒ素化合物によく見られるピルビン酸デヒドロゲナーゼ系酵素の阻害による物である。
皮膚、気道に直接接触すると直ちに痛みと刺激を感じる、30分以内に皮膚発赤、12時間後に水疱が生じる。
呼吸系に吸い込むと胸が焼け付くような痛みとくしゃみ、せき、嘔吐などを伴う。また、肺浮腫を引き起こして死ぬ場合もある。また、細血管透過性を亢進する作用があるため、血管内体液量減少、血液量減少、ショック、臓器鬱血が生じ、これにより消化器症状を伴った肝、腎壊死が起こる。
眼に触れると激しい痛みを感じ、直ちに洗浄しなければ視力を失う。
アメリカ人の化学者ウィンフォード・リー・ルイス(Winford Lee Lewis、1878年-1943年)にちなんで名付けられた。ルイスは1918年にこの化合物の合成法を説明するJulius Arthur Nieuwlandの論文を発掘した。そして、1920年代にアメリカ軍によって実験が行われた。
解毒剤としては、ジメルカプロール(BAL)が有効である。
毒性
- LCt50：1,400mg・min/m3（吸入）
- LCt50：100,000mg・min/m3（皮膚）
- ICt50：1,500mg・min/m3以上（皮膚）